# Тибетская кухня
Тибетская кухня (тиб. བོད་ཀྱི་ཟ་ཆ།) отличается своеобразием. В ней представлены блюда из мяса, молочных продуктов, муки и теста, овощей.
Основой суточного рациона является тибетский чай — зелёный плиточный чай, приготовляемый с добавлением масла, муки, соли. Он очень калориен и питателен.
Наиболее экзотическим продуктом является цзамба (широко распространённая также в странах тибетского буддизма — Монголии, буддийских регионах России) — жареная ячменная мука грубого помола, из которой, добавляя чай, готовят пастообразную массу и едят руками характерными разминающими движениями.
Прочие же основные блюда имеют аналоги в других кухнях. К таковым относятся:
- момо — приготовленные на пару крупные пельмени с мясной начинкой;
- тукпа — суп на мясном бульоне с лапшой и овощами;
- тунтук — суп с овощами и порезанными на небольшие пластинки кусочками тонко раскатанного теста;
- мотук — суп с момо;
- шапале — подобие чебуреков;
- шадпа — жареное мясо.

Специфика тибетской кухни состоит в использовании мяса и молока яков.
Тибетцы варят чанг — слабоалкогольное ячменное пиво. Из молока изготавливают шо — кисломолочный продукт и сливочное масло.